# ایستگاه متروی قهرمانان
ایستگاه متروی قهرمانان دومین ایستگاه خط ۲ متروی شیراز است که در شهرک میانرود در جنوب شیراز واقع شده‌است. این ایستگاه در ۱۹ بهمن ماه ۱۴۰۱ افتتاح شد.
ابعاد:
عمق: 
مساحت:
درصد پیشرفت فیزیکی:

## مسیرهای ایستگاه
- بلوار گل بهار
- بلوار گل محمدی
- بلوار پرتو شیراز
- بلوار قهرمانان

## محله‌های ایستگاه
- میانرود شیراز
- شهرک سبحان
- شهرک دارایی
- شهرک برق شیراز
- شهرک مدرس شیراز
- ورزشگاه پارس